# 1. FCN Schwimmen
Der 1. FCN Schwimmen e. V. ging 1995 im Zuge der Organisationsreform beim 1. FC Nürnberg als eigenständiger Verein aus der Schwimm-Abteilung des Hauptvereins hervor. Wie die anderen ehemaligen Vereinsabteilungen gehört der Verein seitdem zum FCN-Dachverband. Neben Schwimmen bietet der Verein auch Wasserball und Triathlon an. Der Verein ist der drittälteste noch bestehende Nürnberger Schwimmverein. Die Wasserballer gehörten vor allem in den 1950er Jahren zu den besten deutschen Mannschaften und wurden mehrmals deutscher Vizemeister.

## Geschichte

### Aufbau der Abteilung
Der 1. FC Nürnberg nahm im September 1913 auf Anregung von August Hussel Schwimmen im Sportprogramm des Clubs auf. Im selben Jahr fand auch das erste Wasserballspiel statt, das mit 0:12 gegen den 1. Nürnberger Schwimmverein 07 verloren ging. Die junge Abteilung fand rasch reges Interesse und wuchs auf über 100 Mitglieder an, die im Nürnberger Volksbad trainierten. Während des Ersten Weltkriegs musste der Übungsbetrieb fast vollständig eingestellt werden, die Mitgliedzahl sank auf 23. Doch bereits 1919 konnte der neue Abteilungsleiter Wilhelm Müller 153 Mitglieder zählen. Zwar stand das Volksbad wieder für das Training zur Verfügung, doch die Schwimmabteilung konnte das Vereinspräsidium vom Bau eines eigenen Sportbades in Zerzabelshof überzeugen. Am 19. August 1919 führte Clubpräsident Leopold Neuburger den ersten Spatenstich für das Schwimmbad durch, an dessen Bau sich die Abteilungsmitglieder tatkräftig beteiligten. Wegen der Inflation konnte das Projekt zunächst nicht verwirklicht werden. Die FCN-Schwimmer mussten ins Naturgartenbad in Mögeldorf ausweichen.

### Bau des Vereinsbades
1922 zählte die Abteilung bereits 583 Mitglieder. Im selben Jahr trugen die Wasserballer ein erstes internationales Freundschaftsspiel gegen den Club de Nation aus Genf aus, das mit 3:2 gewonnen wurde. 1925 konnte dank einer Hypothek in Höhe von 70.000 Mark, zur Verfügung gestellt von der Stadt Nürnberg, das vereinseigene Schwimmbad zu Ende gebaut und am 28. Juni eröffnet werden. Im neuen Schwimmbecken verbesserte der amerikanische Schwimmer Walter Laufer 1926 im Rahmen der süddeutschen Meisterschaften seinen Weltrekord über 200 m Lagen auf 2:49,9 Minuten.
1928 nahm die Wasserballmannschaft erstmals an den deutschen Wasserballmeisterschaften teil, sie schied in der Vorrunde jedoch trotz eines 4:1-Sieges gegen München 99 aus. Im Jahr 1930 richtete der Verein im eigenen Bad die deutschen Wasserballmeisterschaften aus. Die vereinseigenen Anlagen und die dadurch verbesserten Trainingsbedingungen zeigten erste Erfolge. 1932 holten Ernst Rührenschopf über 100 m Kraul in 1:11,9 Minuten und Hans Zeller über 100 m Rücken die süddeutsche Meisterschaft. Zeller wurde 1934 zu einem Vorbereitungslehrgang für die Olympischen Spiele 1936 eingeladen.

### Gleichschaltung und DM-Titel
Zwischenzeitlich hatte der Gesamtverein auf die Regierungsübernahme durch die NSDAP reagiert. Bereits am 27. April 1933 und damit einige Monate vor der offiziellen Gleichschaltung der Vereine im Juli 1933, beschloss der Verein, mit Wirkung zum 1. Mai alle ihm angehörigen jüdischen Mitglieder auszuschließen. Der zweite Vorsitzende Karl Müller, ab Mai 1935 auch neuer Präsident, sorgte für die Umsetzung des Beschlusses, der keine Spieler der ersten Mannschaft betraf. Zugleich führte der 1. FCN im April 1933 „als erster Verein“, so die Vereinszeitung, eine Geländesportabteilung ein: „Sache des Geländesports ist es, aus wehrfähigen Sportlern wehrhafte Deutsche zu machen. Man treibt den Geländesport nicht um seiner selbst willen, sondern um des Vaterlands willen.“, beschrieb Abteilungsleiter Karl Frick die Ziele der neuen Abteilung. Für die Schwimmabteilung bedeutete dies ebenfalls eine Veränderung im Angebot. HJ-Prüfungsschwimmen, Bahnmeisterschaften und Reichsleistungsklassen wurden eingeführt. Bei den deutschen Heeresmeisterschaften 1938 holte Karl Schaller über 200 m Brust in 2:57,8 Minuten den Titel.
1941 landete erstmals eine FCN-Schwimmerin bei deutschen Meisterschaften auf dem ersten Platz. Liselotte Bachmeier holte über 400 m Freistil den Titel – der erste Schwimmerfolg überhaupt für Nürnberg. Ihr Vereinskamerad Alfred Böbel kam bei den nationalen Titelkämpfen über 100 m Freistil auf den sechsten Platz. 1946 beschlagnahmte die amerikanische Militärregierung das vereinseigene Schwimmbad, das erst 1949 wieder an den Verein übergeben wurde, der in dieser Zeit bei befreundeten Vereinen trainieren musste.

### Erfolge der Wasserballer
1950 belegten die Wasserballer um Eduard Hahn, Walter Preuß, Alfred Böbel und Karl Ruffershöfer bei den bayerischen Meisterschaften den dritten Platz. Im selben Jahr erlebte das Vereinsbad erneut einen Weltrekord, allerdings nicht durch einen FCN-Schwimmer: Herbert Klein erzielte diesen bei den bayerischen Meisterschaften über 200 m Brust in 2:33,0 Minuten. Nachdem die Schwimmer bei diesen Meisterschaften keinen Titel holten, lief es 1952 mit acht Titeln bei den bayerischen Wettkämpfen deutlich besser. Höhepunkt war jedoch der Erfolg bei den süddeutschen Meisterschaften, den der Studentenweltmeister Walter Pavlicek über 200 m Brust erzielte. Der Österreicher Pavlicek – Teilnehmer bei den Olympischen Sommerspielen 1948 – war kurz zuvor von Wien nach Nürnberg gezogen und hatte sich dem FCN angeschlossen.
Bei den Wasserballern zahlte sich 1954 die gute Jugendarbeit aus. Der FCN-Nachwuchs gewann die deutsche Jugendmeisterschaft. Auch die Senioren waren inzwischen deutlich verbessert, die mit Bayern 07 Nürnberg einen starken Lokalrivalen hatten, der 1953 erstmals deutscher Meister wurde. Als Tabellenführer der Oberliga Süd nahmen sie 1955 erstmals am Endrundenturnier um die deutsche Meisterschaft teil, verloren das Entscheidungsspiel um die Meisterschaft jedoch gegen SC Rote Erde Hamm mit 2:3.
| Deutscher Vizemeister im Wasserball 1955: Erich Pennekamp, Dieter Meier, Ottmar Terfloth, Manfred Herrmann, Helmut Schönberger, Achim Schneider und Hugo Freyer. |

Auch im folgenden Jahr holten die Wasserballer die deutsche Vizemeisterschaft. 1957 belegten sie als süddeutscher Meister beim Endrundenturnier nur den sechsten Platz. Für Freude sorgte dagegen die Jugendmannschaft, die zum zweiten Mal die deutsche Meisterschaft gewann.
Auch die Schwimmer hatten zwischenzeitlich Erfolge zu verzeichnen. So wurde 1956 Dieter Dick deutscher Jugendmeister über 100 m Brust (1:15,9 Minuten), Marion Escherich belegte 1957 bei den deutschen Jugendmeisterschaften über 100 m Rücken den zweiten Platz. 1962 blieb mit Wolfgang Thiede erstmals ein Nürnberger mit 0:59,7 Minuten über 100 m Freistil unter einer Minute. Allerdings stand Tiede im Schatten des Hofer Ausnahmeschwimmers Gerhard Hetz. Bei den deutschen Meisterschaften schwamm Tiede in 2:13,7 Minuten über 200 m Freistil auf den dritten Platz, Hetz holte sich den Titel in diesem Rennen mit Europarekord. Für weitere nationale Erfolge sorgten erneut die Nachwuchsschwimmer: Karl-Heinz Zeller holte 1965 deutsche Jugendmeisterschaften über 400 m Kraul und 200 m Lagen nach Nürnberg, 1966 gelang dies Ursula Lindner über 400 m Lagen und 100 m Delphin.

### Neues Schwimmbad und Erfolge im Nachwuchsbereich
Da der Gesamtverein inzwischen beschlossen hatte, den Fußballern ein modernes Trainingsgelände zu errichten, verkaufte er das Vereinsgelände mit Stadion und Schwimmbad in Zerzabelshof. Aus dem Erlös errichtete der Verein eine neue Anlage am Valznerweiher. Während der Bauzeit mussten die FCN-Schwimmer auf andere Bäder ausweichen, ehe am 17. August 1968 das neue eigene Vereinsbad eröffnet wurde.
In den 1970er Jahren zeichnete erneut der Nachwuchs sowohl bei Schwimmern als auch bei den Wasserballern für Erfolge verantwortlich. Die Schülermannschaft der Wasserballer holte 1970, 1971 und 1972 die bayerische Meisterschaft und wurde 1972 sogar süddeutscher Meister. Hans-Herbert Steiner 1972 und Birgit Popp (800 m Kraul) 1973 kehrten von den deutschen Jugendmeisterschaften mit zweiten Plätzen zurück. 1974 gewann Popp über 400 m Kraul sogar den Titel bei den Jugendmeisterschaften. Ein Jahr später wechselte das Talent jedoch nach Erlangen. Für weitere deutsche Meisterschaften sorgten 1976 die alten Schwimmer. Bei den Seniorenmeisterschaften holte die deutsche Meisterin von 1941 Lieselotte Böhrer (geb. Bachmeier) ebenso den Titel über 200 m Kraul wie Hans Zeller, der süddeutsche Meister von 1932. Mit Michael Letterer hatten die Schwimmer ein neues Talent in den eigenen Reihen, das 1978 bei den deutschen Jugendmeisterschaften über 100 m als auch über 200 m Brust die Titel holte. Michael Letterer hält noch 2007 die Vereinsrekorde über diese beiden Strecken. Die Wasserballer schafften im selben Jahr den Aufstieg in die Regionalliga.
In den 1980er Jahren zehrten die FCN-Schwimmer zunächst von ihren alten noch immer aktiven Schwimmern. Zwischen 1980 und 1982 verzeichnen die Vereinsanalen insgesamt 40 deutsche Titel bei Seniorenmeisterschaften. Die Wasserballer trafen 1983 im deutschen Vereinspokal auf den Rekordmeister Spandau 04 und unterlagen völlig chancenlos mit 3:30. Ein Jahr später stiegen sie wieder in die Bayernliga ab. Der Verein investierte 1984 in das Vereinsbad. Als Pilotprojekt für Europa wurde das geflieste Becken durch ein Edelstahlbecken ersetzt. Der Schwimmmannschaft des FCN gelang 1985 mit dem Aufstieg in die 2. Bundesliga der bis dahin größte Mannschaftserfolg. Ein Jahr später stieg das Team jedoch wieder ab. Aus der Nachwuchsarbeit ragte 1985 Thomas Schmidt als deutscher Jahrgangsmeister über 50 m Kraul hervor.

### Der Gang in die Eigenständigkeit
1990 war die Schwimmabteilung mit 600 Mitgliedern erstmals wieder auf die Größe zu Zeiten der Weimarer Republik angewachsen und damit nach den Fußballern die zweitgrößte Vereinsabteilung. Im selben Jahr holte die Jugendmannschaft der Wasserballer die süddeutsche Vizemeisterschaft. Weniger gut lief es zu dieser Zeit für die Schwimmer. Waren die Herren noch 1985 in die 2. Bundesliga aufgestiegen und die Damen kurz vor dem Aufstieg in diese Klasse gestanden, war der 1. FC Nürnberg 1991 bei Damen und Herren die schwächste Mannschaft in Nürnberg. Daraufhin wurde der Schwimmbetrieb neu organisiert und die Trainingsleitung ausgetauscht. Nachdem 1992 der Stadtrat die Zuschüsse für das Vereinsbad strich, musste der Verein das Bad in eigener wirtschaftlicher Regie leiten.
Angesichts der erfolgreichen Leitung des Vereinsbades stimmte die Schwimmabteilung dem 1994 vorgestellten Plan zur Neuorganisation des 1 FC Nürnberg zu und beschlossen die Selbständigkeit als eigener Verein zu wagen. Am 5. Mai 1995 wurde schließlich der 1. FCN Schwimmen e. V. mit 517 Gründungsmitgliedern aus der Taufe gehoben. Bei den Schwimmern kehrten die Erfolge zurück, sowohl die Herren als auch die Damen kehrten zumindest in die Bayernliga zurück.
Großen Erfolg im Nachwuchsbereich erzielte zuletzt Pia Klante. 2004 holte sie über 200 m Freistil den Titel bei den Deutschen Juniorenmeisterschaften, über 400 m und 800 m belegte sie zweite Plätze. Bei den Junioreneuropameisterschaften im selben Jahr erreichte sie über 800 m einen siebten Platz. Leslie Kahr brachte mit einem zehnten Platz über 1500 m Freistil bei den deutschen Kurzbahnmeisterschaften dem 1. FCN Schwimmen ein weiteres gutes Ergebnis auf nationaler Ebene ein. 2006 holten die Mädchen der Altersklasse C beim Bundesfinale des deutschen Mannschaftswettbewerbs den dritten Platz. Die Jungen der Altersgruppe B kehrten als fünftbestes Team Deutschlands zurück. Im November 2007 gelang der Damenmannschaft der Aufstieg in die 2. Schwimm-Bundesliga Süd. Mit dem achten Platz gelang 2008 der Klassenerhalt.
Den Wasserballherren gelang ebenfalls die Rückkehr in die Regionalliga Süd. In der Saison 2003/2004 gab es sogar ein einjähriges Gastspiel in der damals einteiligen 2. Bundesliga (DWL II). Als Vizemeister 2005/2006 waren sie auch für die 2. Wasserball-Liga Süd qualifiziert, die nach der Auflösung der DWL II die damaligen Regionalligen ersetzte. Als Neuling etablierten sie sich gut und beendeten die Saison 2006/07 auf dem fünften Platz mit einem positiven Punktekonto. Mit dem siebten Platz schaffte das Team auch in der folgenden Spielzeit den Klassenerhalt.
Bei den Deutschen Kurzbahnmeisterschaften 2008 erreichte mit Fabian Schwingenschlögl erstmals seit langem wieder ein Clubschwimmer einen Finallauf. Über 200 Meter Lagen belegte er den sechsten Platz. Auch über 100 Meter Lagen erreichte er mit Platz 7 eine vordere Platzierung, ebenso wie Sandra Koch mit Platz 9 über 200 Meter Freistil. Schwingenschlögl war zuvor schon bei den Bayerischen Meisterschaften vierfacher Meister über 100 m Lagen, 200 m Lagen, 400 m Lagen und 50 m Schmetterling geworden.

## Erfolge

### Schwimmen
- 1932: Ernst Rührenschopf wird über 100 m Kraul (1:11,9 Minuten) süddeutscher Meister.
- 1932: Hans Zeller holt über 100 m Rücken den süddeutschen Meistertitel.
- 1938: Karl Schaller wird über 200 m Brust (2:57,8 Minuten) deutscher Heeresmeister.
- 1941: Liselotte Bachmeier wird über 400 m Freistil deutsche Meisterin.
- 1952: Walter Pavlicek wird über 200 m Brust süddeutscher Meister.
- 1962: Wolfgang Tiede wird über 200 m Kraul dritter deutscher Meister.
- 1965: Karl-Heinz Zeller wird über 400 m Kraul, 200 m Lagen deutscher Jugendmeister
- 1966: Ursula Lindner wird über 400 m Lagen, 100 m Delphin deutsche Jugendmeisterin
- 2012: Fabian Schwingenschlögl wird über 200 m Lagen in der offenen Klasse deutscher Kurzbahn-Meister.
- 2012: Claudia Stich wird in der AK25 über 100 m Schmetterling Weltmeisterin der Masters.
- 2013: Claudia Stich wird in der AK25 über 200 m Lagen Europameisterin der Masters.
- 2013: Claudia Stich wird in der AK25 über 100 m Schmetterling Europameisterin der Masters
- 2013: Claudia Stich wird in der AK25 über 200 m Schmetterling Europameisterin der Masters (mit deutschem AK-Rekord der AK25: 2:25,16)
- 2021: Taliso Engel holt in Weltrekordzeit von 1:02,97 Minuten Gold über 100 Meter Brust bei den Sommer-Paralympics.
- 2022: Taliso Engel schwimmt Weltrekord über 50 m Brust (28,71 Sekunden) in seiner Startklasse S13.[19]

### Wasserball
- 1955: Deutscher Vizemeister
- 1956: Deutscher Vizemeister